# Charles Wright Mills
 Charles Wright Mills  (Waco, Texas, 28 de agosto de 1916 – West Nyack, Nueva York, 20 de marzo de 1962) fue un sociólogo estadounidense. Es mayormente recordado por su libro de 1959 La imaginación sociológica, en donde expone una mirada de la relación entre biografía e historia, teoría y método, en el conocimiento sociológico. También es reconocido por haber estudiado la estructura de poder en los Estados Unidos en su libro titulado La élite del poder (1956). Mills se enfocó en las responsabilidades de los intelectuales de la sociedad posterior a la Segunda Guerra Mundial, y aportó relevancia y compromiso a través de observaciones académicas que no habían sido tratadas con interés, considerando a estas responsabilidades como un aparato de inteligencia pública (public intelligence apparatus) que desafiara las políticas de las tres élites institucionales: Economía, Política y Militar.

## Vida
El 1934, Mills se graduó en la Dallas Technical High School y su padre lo presionó para que asistiera en la Texas A&M University. Para cumplir los deseos de su padre, Mills fue a la universidad, pero encontró la atmósfera «sofocante» y se marchó después del primer año.
Mills se graduó en la Universidad de Texas en 1939 y se doctoró en la Universidad de Wisconsin en 1941. En 1945 comenzó a trabajar en la Universidad de Columbia, en la que permaneció hasta su muerte. Sus estudios titulados Los Nuevos Hombres de Poder, Líderes del Trabajo americano de 1948, estudian la "metafísica del trabajo" y la dinámica de los líderes laborales en cooperación con los funcionarios de negocios. Mills concluye que el obrero ha renunciado de forma efectiva a su rol tradicionalmente opositor y se ha reconciliado con el sistema capitalista. Aplacado por políticas económicas de "pan y manteca", los sindicatos han adoptado -sostiene Mills- un flexible rol subordinado a la nueva estructura de poder estadounidense.
Mills sufrió de una serie de ataques al corazón a lo largo de su vida y su cuarto ataque le llevó a la muerte el 20 de marzo de 1962.

## Obras

### El Cuello Blanco
El Cuello Blanco: Las clases medias estadounidenses es su trabajo de 1951, donde afirma que la burocracia ha sobrepasado a los trabajadores urbanos, quitándoles todo pensamiento independiente y convirtiéndolos en casi-robots, oprimidos pero felices. Estos obtienen un salario, pero a cambio se ven alejados del mundo debido a su incapacidad de afectarlo o cambiarlo.

### La Élite del Poder
La Élite del Poder, describe las relaciones entre las élites políticas, militares y económicas, subrayando que estas personas poseen un punto de vista común sobre el mundo: 

Mills explica que la élite del poder encarna un estrato privilegiado, cuyos miembros son capaces de reconocer su alta posición dentro de la sociedad. Con el fin de mantener su alta posición dentro de la sociedad, los miembros de la élite del poder tienden a casarse entre sí, entender y aceptar el uno al otro, y también trabajar en conjunto.[pp. 4–5] El aspecto más crucial de la existencia de la élite del poder se establece dentro de la educación. 
Los jóvenes, miembros de la clase alta, asisten a las escuelas preparatorias prominentes, que no sólo les abren las puertas de ingreso a las universidades de élite, tales como: Harvard, Yale y Princeton, sino también, de sus clubes universitarios, altamente exclusivos. Estas membresías, a su vez, les abren el camino a los destacados clubes sociales ubicados en las principales ciudades, los cuales cumplen la función de servir como sitios para contactos de negocios importantes.[p. 63]
Son frecuentes los ejemplos de miembros de la élite política que asistieron a universidades de prestigio y eran miembros de clubes altamente exclusivos.

### La imaginación sociológica
La Imaginación Sociológica, describe una estructura mental, al hacer una sociología capaz de conectar experiencias individuales y relaciones sociales. Los tres componentes que la forman son: 
1 - Historia: cómo una sociedad se construye y cómo cambia. Cómo se "hace" la historia en ella.
2 - Biografía: la naturaleza de la "naturaleza humana" en una sociedad; qué tipo de personas habitan en una sociedad particular.
3 - Estructura Social: cómo los variados órdenes institucionales operan en una sociedad, cuáles son los dominantes, como se integran, como podrían estar cambiando, etc.
La imaginación sociológica otorga a quien la posea la habilidad de mirar a través de su entorno y personalidad para captar estructuras sociales y una relación entre la historia, la biografía y las estructuras sociales. Mills desarrolla el término artesanía intelectual, con el que insta a los investigadores sociales a desarrollar su producción intelectual como un oficio. 

### Otras obras
Otros trabajos importantes incluyen: The Causes of World War Three (1958), Escucha Yanqui: la Revolución en Cuba (1960), y Los Marxistas (1962).
The Causes of World War Three (Las causas de la Tercera Guerra Mundial) y Listen, Yankee  fueron obrass importantes que siguieron. En ambos, Mills intenta crear una voz moral para la sociedad y hacer que la élite del poder sea responsable ante el "público". Aunque Listen, Yankee se consideró muy controvertida, fue una exploración de la Revolución Cubana escrita desde el punto de vista de un revolucionario cubano y fue un estilo de escritura muy innovador para ese período de la historia estadounidense. En su artículo sobre la obra de Mills, Elwell describe Las causas de la Tercera Guerra Mundial sobre la visión de Weber visión del "realismo descabellado" ("la disyunción entre racionalidad institucional y razón humana").
Los Marxistas toma la explicación de Mills sobre los modelos sociológicos de Images of Man y la utiliza para criticar el liberalismo y el marxismo modernos. Cree que el modelo liberalista no funciona y no puede crear una visión global de la sociedad, sino que es más bien una ideología para la clase media empresarial. El marxismo, sin embargo, puede ser incorrecto en su visión general, pero tiene un modelo funcional para la estructura social, la mecánica de la historia de la sociedad y los roles de los individuos. Uno de los problemas de Mills con el modelo marxista es que utiliza unidades pequeñas y autónomas, lo que le parece demasiado simple para explicar el capitalismo. Mills luego ofrece una discusión sobre Marx como determinista.
En 1997, en una encuesta en que los miembros de la Asociación Internacional de Sociología fueron consultados para establecer los 10 libros más influyentes del siglo XX para los sociólogos, La imaginación sociológica calificó segundo, precedido solamente por Economía y sociedad de Max Weber. La novela "La muerte de Artemio Cruz" (1962), del escritor mexicano Carlos Fuentes, está dedicada "a C. Wright Mills, verdadera voz de Norteamérica, amigo y compañero en la lucha de Latinoamérica". Dwight Macdonald conformó una asociación intermitente con Mills, y en ciertos casos, en su capacidad como editor de revistas, publicó el material de Mills.

## Metodología
Los métodos utilizados por Mills en sus estudios incluían:
- Directorios y registros para encontrar los nombres de personalidades.
- Biografías de personalidades y principales dirigentes políticos, económicos y militares
- Estadísticas sobre orígenes y perfiles de los políticos
- Declaraciones de impuestos
- Análisis de contenido sobre celebridades en revistas y periódicos.
- Entrevistas con funcionarios, militares y ejecutivos del sector privado
- Entrevistas y observaciones de campo en diversas localidades de tamaño mediano.

## Legado

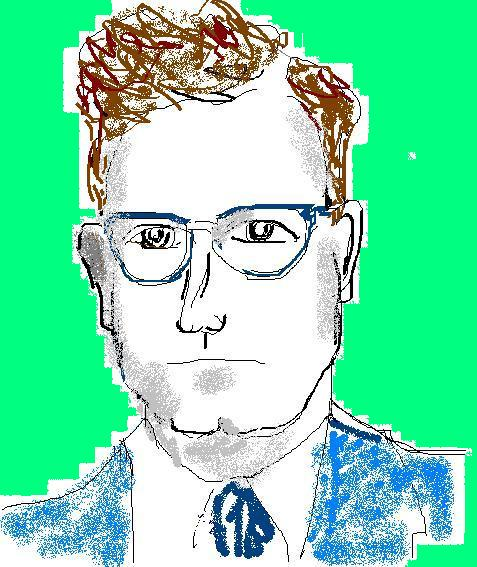
Charles Wright Mills

La recepción de C. Wright Mills ahora puede ser vista como algo ilustrativo de la personalidad de Mills. En su obra, podemos ver el "espacio de la individualidad" que, Mills argumentaba, conecta a las personas con la sociedad como un todo. Las experiencias personalizadas que se vinculan con los discursos públicos pueden ser vistas como un aporte incipiente hacia el giro postestructuralista en sociología. Su trabajo puede también considerarse como reacción a la Guerra Fría y su desinterés por la sociología dominante norteamericana. También puede ser visto como retorno a una tradición de reformismo social, así como una respuesta a la profesionalización de la disciplina.
Ha habido un debate sobre la perspectiva intelectual de Mills, donde es a menudo visto como un "marxista no declarado" debido a su énfasis en las clases sociales y su papel en el progreso histórico, así como el intento de mantener las tradiciones marxistas vivas en la teoría social. Sin embargo, otros sostienen que Mills se identifica más con el trabajo de Max Weber, a quien muchos sociólogos interpretan como un ejemplo de liberalismo moderno. Sin embargo, Mills claramente da precedencia a la estructura social descrita por las instituciones políticas, económicas y militares, y no a la cultura, que se presenta en su forma masificada como medio para los fines buscados por la élite del poder. La idea de Weber de la burocracia como control social internalizado fue, sin embargo, aceptada por Mills, como lo era la historicidad de su método.
Lejos del liberalismo (siendo su crítico), Mills era un radical que fue culturalmente obligado a distanciarse de Marx mientras estaba "cerca" de él. Aunque Mills nunca aceptó el sello "marxista", dijo a sus más cercanos que se sentía cerca de lo que él veía como las mejores corrientes de un marxismo humanista flexible. Se consideraba a sí mismo como un "marxista llano" que trabajaba en el espíritu del joven Marx, como afirma en sus ensayos reunidos.
Su concepción de la especialización de la disciplina puede ser vista en la obra de Georg Simmel, en su idea de espacio social y la configuración social del espacio. Por lo tanto, Brewer parece verlo devolver la disciplina a la configuración de la biografía y en la configuración del espacio social. Esto también puede ser visto en el construccionismo social y la importancia del espacio y tiempo en la obra de Anthony Giddens. Esto es más una reminiscencia de "las plantillas del yo", como se ve como la comprensión de uno mismo en relación con el espacio social, como sostiene Erving Goffman y su concepción de "escenario" y "bastidores". Así, el trabajo de Mills es un ejemplo ilustrativo en términos de su biografía, de la concepción del espacio social y la importancia de la narrativa.
El trabajo de C. Wright Mills puede vincularse al trabajo posterior de Michael Burawoy y su concepción de la "sociología pública". En su discurso a la Asociación Americana de Sociología, Burawoy habla de la importancia del discurso público y la sociología como un agente de cambio histórico. Esto también puede ser visto en su obra Etnografía Independiente, en lo que se refiere a su método de caso extendido de la etnografía y relaciona el trabajo de C. Wright Mills en su idea de la teoría de la construcción como la relación de "los problemas personales del medio" a "los asuntos públicos de la estructura social".
Según Stephen Scanlan y Liz Grauerholz, en un escrito de 2009, el pensamiento de Mills sobre la intersección de la biografía y la historia continuó influyendo en los académicos y su trabajo, y también afectó la forma en que interactuaban y enseñaban a sus estudiantes.
En su funeral, Hans Gerth (coautor y coeditor de Mills) se refirió a Mills como su "alter ego", a pesar de los muchos desacuerdos que tenían. Curiosamente, muchos de los amigos cercanos de Mills "recordaron su amistad anterior y su extrañeza posterior cuando Mills se burló de ellos por apoyar el status quo y sus universidades conservadoras". Además del impacto que Mills dejó en aquellos en su vida, su legado  también se puede ver a través del protagonismo de su obra tras su fallecimiento. William Form describe una encuesta realizada en 2005 sobre los once textos más vendidos y en ellos se hace referencia a Mills 69 veces, mucho más que cualquier otro autor destacado. Frank W. Elwell, en su artículo "La sociología de C. Wright Mills", explica con más detalle el legado que dejó Mills al "escribir sobre cuestiones y problemas que importan a las personas, no sólo a otros sociólogos, y escribe sobre ellos de una manera para ampliar nuestra comprensión." Su trabajo no sólo es útil para los estudiantes de sociología, sino también para la población en general. Mills abordó temas relevantes como el crecimiento de los empleos administrativos, el papel del poder burocrático, así como la Guerra Fría y la expansión del comunismo.
En 1964, la Society for the Study of Social Problems (Sociedad para el Estudio de Problemas Sociales) estableció el Premio C. Wright Mills para el libro que "mejor ejemplifica una destacada investigación en ciencias sociales y una gran comprensión mutua del individuo y la sociedad en la tradición del distinguido sociólogo C. Wright Mills."